# Phare nord de Schiermonnikoog
Le phare nord de Schiermonnikoog est un phare actif situé sur l'île de Schiermonnikoog (Îles de la Frise), province de Frise aux Pays-Bas. Il a remplacé le phare sud de Schiermonnikoog inactif depuis 1909.
Il est géré par le Rijkswaterstaat , l'organisation nationale de l'eau des Pays-Bas.
Il est classé monument national en 1980 par l'Agence du patrimoine culturel des Pays-Bas .

## Histoire
Le phare a été construit en 1854 à la demande du roi Guillaume III. Il ne porte pas de nom officiel que celui de Noordertoren (Tour nord). Il est situé près de l'extrémité ouest de l'île de Schiermonnikoog, à l'ouest de la ville du même nom. À proximité se trouvent deux maisons de gardien. 

## Description
Ce phare  est une tour circulaire en brique et pierre à claire-voie, avec une galerie et une lanterne de 37 m de haut. La tour est totalement rouge  et la lanterne est blanche avec un dôme noir. Son feu isophase émet, à une hauteur focale de 44 m, quatre bref éclat blanc, rouge et vert selon secteurs de 0,2 seconde par période de 20 secondes. Sa portée est de 28 milles nautiques (environ 52 km) pour le feu blanc et 11 milles nautiques (environ 20 km) pour le feu rouge et 7 milles nautiques (environ 13 km) pour le feu vert. 
Il possède aussi deux feux fixes de secteur nord-est (blanc et rouge) à une hauteur focale de 30 m. Il porte un radar Racon. Il est doté d'un Système d'identification automatique.
Identifiant : ARLHS : NET-021 ; NL-2192 - Amirauté : B0938 - NGA : 114-10008 .

## Caractéristique dufeu maritime
Fréquence : 20 secondes (W-W-W-W)
- Lumière : 0,2 seconde
- Obscurité : 3,1 secondes
- Lumière : 0,2 seconde
- Obscurité : 9,9 secondes

|         |
| De nuit |

|          |
| Le phare |

|             |
| La lanterne |

### Lien connexe
- Liste des phares des Pays-Bas